# Chaetophractus nationi
Tatou des Andes
Espèce
Statut de conservation UICN

 VU A2acd : Vulnérable
Statut CITES
Le Tatou des Andes (Chaetophractus nationi) est une espèce  de tatous  de la sous-famille des Euphractinae. Il a été décrit par Michael Rogers Oldfield Thomas en 1894. Il est parfois aussi appelé en français Tatou à neuf bandes, peut-être par erreur dans la mesure où cette dénomination désigne plutôt un de ses cousins proches : Dasypus novemcinctus. Il est nommé localement quirquincho andino (du quechua kirkinchu) ou bien armadillo peludo andino ("tatou poilu des Andes"). En anglais, il peut s'appeler Bolivian Hairy Armadillo, ou Hairy Armadillo, ou encore Andean Hairy Armadillo (« tatou chevelu bolivien ou andin »).  
Il n'est pas le seul représentant de sa sous-famille de tatous à arborer une toison assez fournie de poils relativement longs à même sa carapace (en plus de son pelage de corps) : il y a d'abord ses proches cousins du même genre (Chaetophractus) que lui, à savoir le Petit tatou velu (Chaetophractus vellerosus), et le Grand tatou velu (Chaetophractus villosus), qui sont ses voisins des plaines en Argentine, Bolivie et Paraguay. Un peu plus lointains, mais toujours dans la sous-famille des Euphractinae, il y a aussi le Pichi (en français Picheur, ou Tatou velu de Patagonie : Zaedyus pichiy), et le Chlamyphorus truncatus (en français le Tatou tronqué ou Tatou nain d'Argentine). 
Mais par ailleurs, la communauté scientifique des zoologues n'est pas unanime sur la classification de cet animal : est-il une espèce à part entière, ou une sous-espèce d'altitude du Petit tatou velu des plaines : (Chaetophractus vellerosus)? Certains sites spécialisés liés à l'UICN indiquent que des études récentes (Abba et alii, 2013) n'ont pas trouvé de différences morphologiques et génétiques vraiment significatives entre les deux espèces, exception faite de leurs habitats bien différenciés, et appellent à des études taxonomiques approfondies pour trancher cette question. 
Finalement, une étude récente (2015), publiée dans The Journal of Mammalogy [La Revue de Mammalogie] semble avoir exaucé ce vœu. Elle affirme « présenter la première évaluation systématique phylogénétique des tatous poilus utilisant des analyses morphologiques et moléculaires de toutes les espèces décrites» ; elle conclut à la grande proximité morphogénétique des deux espèces Chaetophractus nationi et  Chaetophractus vellerosus, et propose de considérer les deux dénominations comme synonymes, mais en les conservant toutes deux pour maintenir le petit Tatou des Andes dans son statut actuel de protection, car il est encore très menacé selon eux : « les populations [de Tatous des Andes] alto andines de Bolivie souffrent toujours d’une réduction continue d’effectifs due à leur surexploitation à des fins traditionnelles ». Par ailleurs, ils indiquent que leurs analyses phylogénétiques systématiques des cinq genres de tatous euphractinés suggèrent la paraphylie (ou incomplétude) du genre Chaetophractus, du fait que Chaetophractus vellerosus semble génétiquement plus étroitement relié à Zaedyus pichiy qu’à Chaetophractus villosus, alors qu’ils sont de deux genres classés comme différents.            

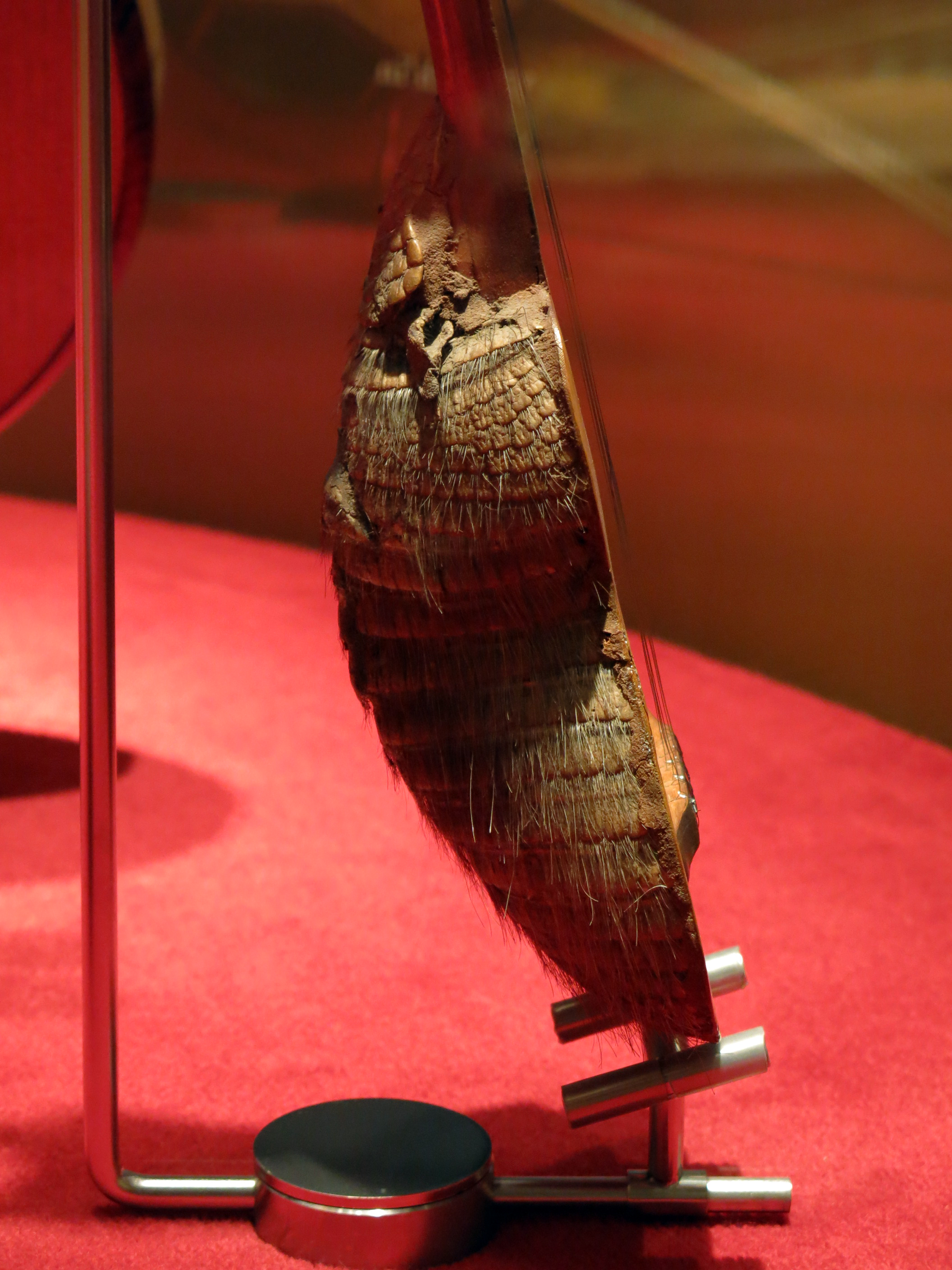
Charango bolivien traditionnel avec carapace de quirquincho comme caisse de résonance, première moitié du XXe siècle, Musée de la Musique de Barcelone.

Il faut rappeler en effet que, traditionnellement, les peuples autochtones des Andes ont utilisé la carapace de cet adorable petit tatou des Andes comme caisse de résonance pour fabriquer des instruments de musique typiques de la musique andine : par exemple un genre de crécelle ou matraca, utilisée pour rythmer la danse traditionnelle de la Morenada au Carnaval d'Oruro. Mais le plus célèbre est un instrument à cordes pincées : le charango. Les indiens l'ont inventé  en s'inspirant probablement de la vihuela de mano apportée par les espagnols en Amérique dès le XVIe siècle. Cet instrument ressemble à un petit luth ou à une mandoline napolitaine, et est attesté pour sa part dès le XVIIIe siècle. Sa caisse est aujourd'hui plutôt faite exclusivement en bois taillé dans la masse (ou en bois laminé/collé pour le fond avec éclisses en bois courbé à chaud comme une petite guitare), car le tatou des Andes étant considéré comme une espèce en danger, il est de plus en plus strictement protégé.    
Notamment, son exportation (vivant ou mort) de ses pays d'origine, et son importation sont sévèrement réglementées voire interdites, à l'exception de programmes de préservation de l'espèce par échanges entre parcs zoologiques très contrôlés. Son statut CITES (Convention sur le commerce international des espèces en danger) le range en "Annexe II" (contrôle étroit du commerce, puis interdiction). Il est aussi  en "liste rouge"  UICN depuis 1996 et son statut y est considéré comme "vulnérable", car les données zoologiques boliviennes semblent indiquer que sa population aurait décliné de plus de 30% au cours des dix dernières années. On pourra consulter un passage en revue de l'ensemble des dispositions légales de régulation du commerce de cette espèce sur le site Species+, un portail d’accès aux informations-clés zoologiques et légales sur l'ensemble des espèces vivantes du globe liées à la CITES (Convention sur le commerce international des espèces sauvages en danger) et à la CMS (Convention on Migratory Species, la « Convention sur la conservation des espèces migratrices appartenant à la faune sauvage » dite Convention de Bonn).   
C'est peut-être le charme et les mœurs paisibles et discrètes de ce petit animal, ainsi que son utilisation ancienne comme instrument de musique, qui l'ont rendu emblématique des contrées où il habite, ainsi qu'en attestent les nombreuses légendes dont il est le héros,, et les représentations multiples dont il fait l'objet depuis les époques précolombiennes jusqu'à nos jours, où on le rencontre sous forme d'animal en peluche très prisé des enfants. 

## Répartition et habitat

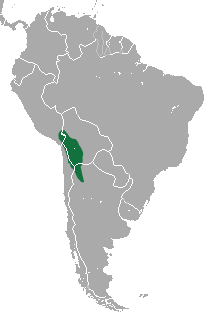
Répartition de l'espèce en Amérique du Sud.

Chaetophractus nationi est une espèce endémique de l'Altiplano central de Bolivie, et du même habitat dans les pays limitrophes.
Plus précisément il vit en Bolivie donc (quart sud-est : départements d'Oruro, de La Paz, Cochabamba : Gardner-1993, et de Potosí), mais aussi au Chili  (nord-est : régions de Tarapacá et d'Antofagasta : Nowark-1991), au Pérou (sud-est : département de Puno, Pacheco et alii-1995) et en Argentine (nord-ouest :  provinces de Catamarca, Jujuy, Salta, et Tucumán). On pourra trouver les zoologues référents pour ces diverses localisations sur le site Species+, déjà cité.    
Le tatou des Andes affectionne un habitat montagnard plutôt en altitude moyenne ou haute, d'où son nom. Il vit dans les plateaux herbeux d'altitude, au cœur de l'écosystème spécifique de la Puna andine (Montgomery, 1985), vers 3 500 m en moyenne, dans une fourchette allant de 2 400 m à 4 000 m d'altitude. Le climat, malgré la latitude tropicale, y est tempéré par l'altitude, et même froid, avec des précipitations rares. En effet, il semble adapté plutôt à des conditions semi-désertiques : il aime les aires ouvertes, les sols sablonneux où il creuse son terrier (Redford et Eisenberg 1992, Pérez Zubieta 2008) : vastes sablières, dunes, mais aussi les pâturages de haute altitude (altiplano).     

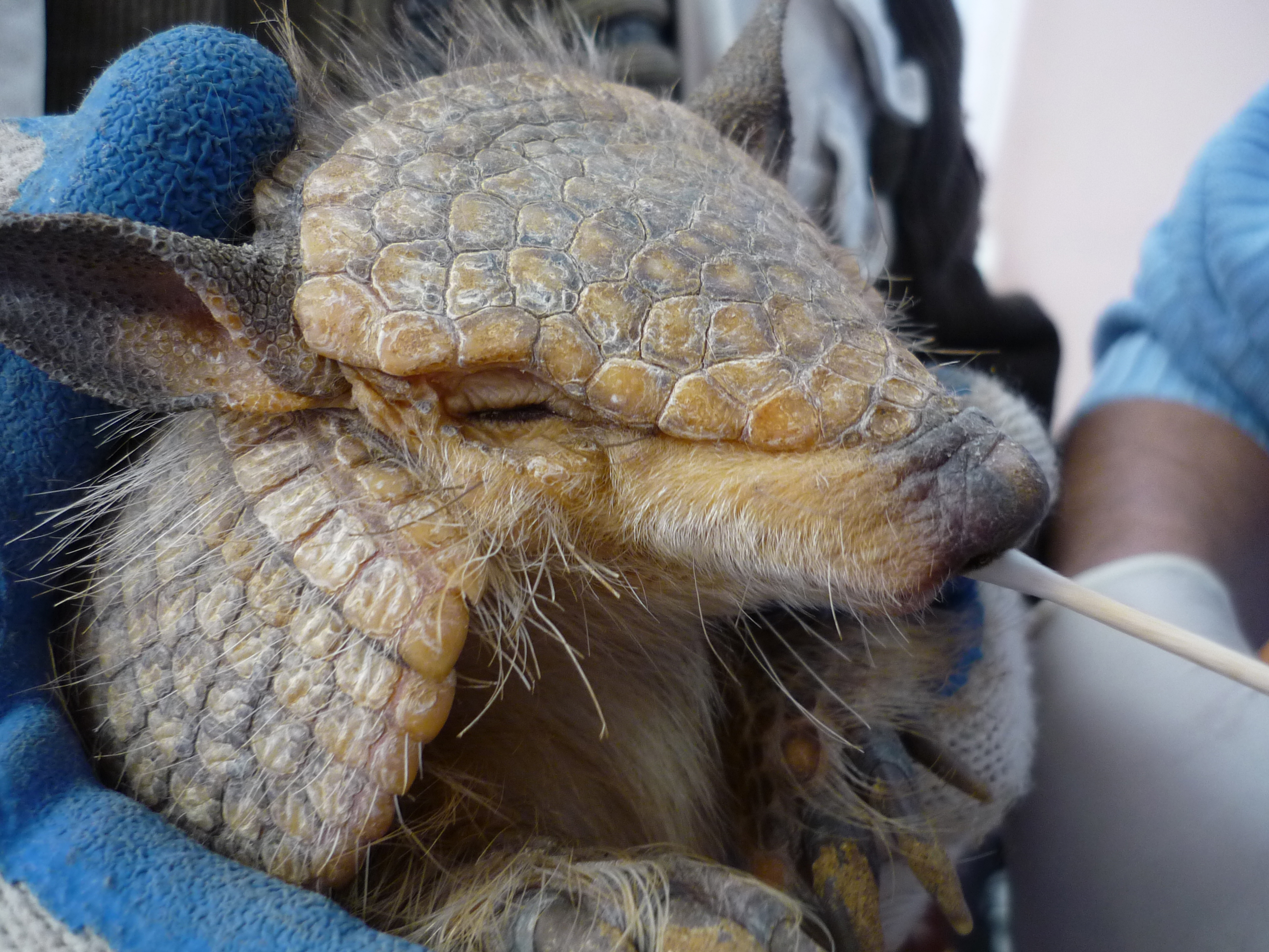
Tête en gros-plan du tatou des Andes, qui montre pourquoi son nom anglais est "Andean hairy armadillo" (tatou poilu ou chevelu des Andes)...

## Description,morphologie,biométrie
Chaetophractus nationi, comme la plupart des tatous, est pourvu d’une véritable armure qui le protège de ses prédateurs : sa peau est coriace formant une carapace de plaques cutanées ossifiées sur toute la partie supérieure de son corps et sur les côtés. Les plaques sont juxtaposées transversalement comme celles des tortues. Ce tatou a 18 bandes dorsales, dont 7 à 9 sont mobiles (les spécimens présentent cette variabilité selon les lieux où ils vivent) afin de lui permettre de se rouler en boule et de se protéger intégralement sous sa carapace en cas de danger. Sa queue est annelée et son museau allongé ; d’ailleurs, il possède un excellent odorat. Ses oreilles sont relativement plus longues que celles de ses proches cousins Chaetophractus et font  la moitié de la longueur de sa tête. Les doigts de ses pattes sont pourvues de longues griffes recourbées qui lui servent pour creuser.
À la différence de la plupart des autres tatous (excepté les autres espèces du genre Chaetophractus qui sont eux aussi tout autant poilus que lui), le Tatou des Andes présente des poils entre chacune de ses écailles et les autres, et il est complètement couvert de poils assez longs sur les pattes, le poitrail et le ventre, peut-être pour se protéger du froid en altitude. La couleur de son pelage varie du blanchâtre au brun clair en passant par le jaunâtre et le châtain,. 
Comme pour les autres Dasypodidae, ses dents ne sont pas recouvertes d’émail, et croissent continûment.  Il n’a pas d’incisives ni de canines, mais des molaires simples sans racines.
La longueur tête-corps s’échelonne de 22 à 40 cm, et celle de la queue de 9 à 17,5 cm. Le bouclier protecteur de la tête mesure en moyenne 6 cm de long comme de large. Son poids moyen est de 2 150 g.
Sa longévité est de 20 ans au maximum en captivité, et de 12 à 16 ans à l'état sauvage (Montgomery, 1985). D'autres sources indiquent une fourchette plus basse pour son espérance de vie : 4 à 16 ans.
Comme presque tous les mammifères, le Tatou des Andes est endotherme (c’est-à-dire que sa température corporelle est maintenue constante par une chaleur générée par son métabolisme pour compenser les écarts de la température ambiante). Néanmoins sa température interne est aussi en partie régulée ectothermiquement, car il utilise la profondeur de ses terriers pour la refroidir en été.  

## Comportement

### En général
Chaetophractus nationi  est un animal solitaire, foreur, plutôt discret, et nocturne en été pour éviter la chaleur étouffante ainsi que pour maximiser sa récolte de nourriture pendant la nuit ; il est diurne en hiver, pour profiter au contraire de la chaleur du soleil, et ses activités de forage ont alors lieu le jour. 
Il arpente inlassablement son territoire à la recherche de nourriture, utilisant ses fortes griffes courbes pour creuser. Son territoire individuel occupe une surface approximative de 3 à 4 hectares (en moyenne 3,4 ha : Montgomery-1985). 
Il creuse assez profondément son terrier sur une pente de sable ou de terre, pour y dormir, mais il l’utilise rarement plus d’une fois (Yensen et alii-1994). Ce qui explique qu'un seul individu puisse creuser de nombreux terriers sur son territoire. Il peut ainsi utiliser son terrier pour protéger son repos, mettre ses petits à l'abri et y élever sa progéniture, mais aussi comme une technique d’échappatoire en cas de danger,.  
Le Tatou des Andes est capable d’émettre divers types de vocalisations et de sons.

### Alimentation
Chaetophractus nationi est omnivore. Il mange en effet aussi bien de la nourriture animale que de la nourriture végétale.  

#### Alimentation enprotéineanimale
- Invertébrés (insectes, mille-pattes et autres arthropodes, vers, mollusques, larves),
- Petits vertébrés (reptiles : petits lézards, et même petits serpents[19], oisillons, petits mammifères : rongeurs nouveau-nés), œufs.
- Il peut aussi à l’occasion être un peu charognard : il a été vu creusant sous les carcasses[16] ou directement dans les chairs en décomposition[19] pour trouver des asticots et autres larves[20].

#### Alimentation végétale
Le petit Tatou des Andes peut aussi manger tant des fruits, que des tubercules, des racines, des graines, des champignons, ou des noix (Greegor 1980,) 
Par ailleurs il utilise son odorat performant pour détecter une éventuelle nourriture sous terre, qu’il prend en enfonçant parfois brusquement sa tête de quelques centimètres dans la terre. 

### Reproduction

#### Fécondation
Chaetophractus nationi est un animal solitaire à l’âge adulte. Le mâle et la femelle ne se rencontrent que pour l’accouplement durant la saison des amours qui est le plus souvent en automne. L’espèce est polygynandre, à savoir qu’une femelle a des relations sexuelles avec plusieurs mâles et un mâle avec plusieurs femelles.  De nombreux accouplements sans associations durables se produisent ainsi dans ce système de promiscuité sexuelle épisodique. Le Tatou des Andes mâle est connu pour avoir l’un des plus longs pénis proportionnellement à la taille du corps parmi les mammifères, puisqu'il atteindrait les deux tiers de la longueur totale du corps, soit entre 15 et 25 cm pour les spécimens de plus grande taille.
Le mâle fait une cour assidue à la femelle (parade nuptiale) en la poursuivant longuement, opiniâtrement et avidement. L'accouplement se produit quand le mâle monte la femelle par l'arrière, comme la plupart des mammifères.

#### Gestation et diapause embryonnaire
La gestation dure 2 mois, et il peut y avoir plusieurs portées par an, ou non. On l’a dit, la saison des amours est en automne, la femelle est enceinte seulement 2 mois et pourtant les petits naissent habituellement en été, ce qui semble contradictoire. 
Ceci est dû à un phénomène biologique que la famille des Dasypodidae partage avec d’autres mammifères, et plus généralement avec d’autres espèces vivantes. Ce phénomène est appelé « diapause embryonnaire » ou « ovo implantation différée » (delayed implantation) : chez ces espèces, l’œuf fécondé ou l’embryon ne s’implante pas dans l’utérus maternel immédiatement après la fécondation, mais reste dans un état de croissance suspendue ou « dormance prédictive », bloqué au stade de blastocyste. Chez le tatou des Andes, comme chez les autres tatous concernés par la diapause embryonnaire, ou chez l'ours par exemple, cette diapause est obligatoire, c'est-à-dire qu'elle se produit à chaque gestation quelle que soit la date de fécondation, alors qu'elle peut être facultative chez d'autres espèces comme les marsupiaux par exemple. Les embryons, à l'intérieur du corps de la femelle, produisent tout de même leur propre placenta, en attendant leur implantation intra-utérine. En effet, la diapause intervient toujours à un stade très précis du développement de l'embryon, mais différent d'une espèce à l'autre. Chez le tatou, le blocage de la segmentation cellulaire de l'embryon se fait au stade : 100 cellules embryonnaires + 600 cellules trophoblastiques (ces dernières sont à l'origine de la partie fœtale du futur placenta), c'est-à-dire au stade "embryon éclos". Ceci explique la présence d'un début de placenta pendant la diapause préimplantatoire de l'embryon. Habituellement les deux embryons proviennent d'un seul zygote.  
Cette diapause fait que la naissance se produit plus tard, lorsque les conditions de température et de recherche de nourriture sont les plus favorables, soit l’été. Il s’agirait donc là d’une stratégie reproductive gagnante qui consisterait en un découplage entre accouplement, fécondation et parturition, afin que ceux-ci interviennent aux moments les plus propices à la survie de l’espèce. Cette stratégie est assez fréquemment employée dans le règne animal, puisqu’entre autres plus de 130 espèces de mammifères —dont notre petit Tatou des Andes— l’ont empruntée.   
Les contraintes environnementales et métaboliques sont décisives pour déterminer la longueur de la diapause embryonnaire (qui peut être variable à l’intérieur d’une même espèce), alors que la période gestative proprement dite (soit après l’implantation intra utérine), est en général toujours la même dans l’espèce au sein d’une fourchette stable.  Et en effet, si une nouvelle conception devait se produire peu après la précédente parturition, alors les petits de la nouvelle portée naîtraient avant que les jeunes de la portée précédente ne soient sevrés, si bien que la quantité de lait disponible pour les nouveau-nés serait sévèrement limitée, et leurs chances de survie gravement compromises.

#### Progéniture
Généralement deux petits naissent par portée chez le Tatou des Andes, le plus souvent un mâle et une femelle. La mère creuse un terrier profond où elle dépose ses petits, véritables répliques en miniature des adultes, la carapace exceptée. La femelle est la seule à s’occuper des petits. 
Dès la naissance, un individu développe immédiatement ses écailles épidermiques qui durcissent pour former des plaques d’armure qui se joignent. Les petits ouvrent les yeux entre 16 et 30 jours après la naissance. Ils sont totalement dépendants de leur mère jusqu’à leur sevrage qui intervient entre 50 et 60 jours après la naissance. Les jeunes restent étroitement liés à leur mère encore presque un mois jusqu’à ce qu’ils développent leurs dents d’adulte et commencent à creuser. Ils parviennent à leur maturité sexuelle à 9 mois, qu’ils soient mâle ou femelle indifféremment (Grzimek-1990).

## Écologie et interactions

### Prédation
La carapace de l’animal, lorsqu’il se roue en boule, se mue en armure intégrale qui entoure complètement son corps, et lui sert de protection efficace contre les prédateurs (Nixon, 2000). Celle-ci, ainsi que sa discrétion, son habileté à se cacher, et sa peau coriace, le rendent peu vulnérable aux attaques. 
Malgré tout, il a divers prédateurs naturels comme les grands félins, les renards et les aigles.
Mais son prédateur le plus fréquent et le plus redoutable était l’homme, qui l’exploitait à divers usages (lutherie comme on l’a vu, mais aussi artisanat, nourriture, médecine traditionnelle : voir la sous-section consacrée à la population),,. Les pratiques sont en train de changer, eu égard à la protection de l’espèce, mais on ne peut pas encore affirmer aujourd’hui que l’espèce n’est plus du tout exploitée à des fins commerciales. Ce n'est pas un mince paradoxe que de constater que la protection contre les prédateurs que l'évolution naturelle a fourni au Tatou des Andes —à savoir sa carapace— a finalement été la cause principale de l'exploitation dont il fait l'objet et qui a fait de lui une espèce menacée...

### Rôle écosystémique
Du fait qu’il creuse parfois dans des zones cultivées (Pérez-Zubieta 2011), il peut endommager les cultures selon certaines populations locales. 
Mais aussi il joue un rôle non négligeable dans la limitation des populations d’insectes dits nuisibles comme fourmis, termites, larves diverses (Montgomery-1985,). Par ailleurs, par le brassage, l’aération et l'irrigation du sol que son activité de forage permet, ainsi que par les apports souterrains de matière organique, il agit positivement sur la qualité des sols.